# Armina tigrina
Armina tigrina är en snäckart som beskrevs av Rafinesque 1814. Armina tigrina ingår i släktet Armina och familjen Arminidae. Inga underarter finns listade i Catalogue of Life.

## Bildgalleri

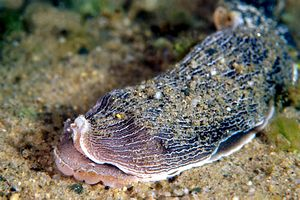